# Tylidae
Los tílidos (Tylidae) son una familia de crustáceos isópodos marinos. Sus 26 especies reconocidas son casi cosmopolitas.

## Géneros
Se reconocen los dos siguientes:
- Helleria Ebner, 1868 (1 especie)
- Tylos Latreille, 1826 (25 especies)